# Anatemnus javanus
Espèce
Synonymes
- Chelifer javanus Thorell, 1883

Anatemnus javanus est une espèce de pseudoscorpions de la famille des Atemnidae.

## Distribution
Cette espèce se rencontre en Inde, au Sri Lanka, en Birmanie, en Malaisie, en Indonésie et en Papouasie-Nouvelle-Guinée.

## Publication originale
- Thorell, 1883 : Descrizione di alcuni Aracnidi inferiori dell'Arcipelago Malese. Annali del Museo Civico di Storia Naturale di Genova, vol. 18, p. 21-69 (texte intégral).